# 伊尔姆特劳特
伊尔姆特劳特是德国莱茵兰-普法尔茨州的一个市镇。总面积4.52平方公里，总人口757人，其中男性363人，女性394人（2011年12月31日），人口密度167人/平方公里。